# Craig Mello
Craig Cameron Mello (New Haven, Connecticut 18. listopada 1960.) je američki biolog koji je 2006. dobio Nobelovu nagradu za fiziologiju ili medicinu zajedno s Andrewom Fireom za njihovo otkriće RNK interferencije (engl. RNA interference - RNAi) - stišavanja gena (engl. gene silencing) dvostrukom RNK.

## Vanjske poveznice
- Nobelova nagrada - autobiografija  Arhivirana inačica izvorne stranice od 30. svibnja 2013. (Wayback Machine) (engl.)